# Ajania
Ajania es un género de plantas fanerógamas perteneciente a la familia Asteraceae, nativo del Sudeste de Asia. Comprende 71 especies descritas y de estas, solo 27 aceptadas.

## Taxonomía
El género fue descrito por Poljakov y publicado en Botanicheskie Materialy Gerbariia Botanicheskogo Instituta imeni V. L. Komarova Akademii Nauk SSSR 17: 419, en el año 1955.  La especie tipo es: Ajania pallasiana.

## Especies seleccionadas
- Ajania abolinii Kovalevsk.    Novosti Sist. Vyss. Rast. 23: 247    1986
- Ajania achilloides     (Turcz.) Poljakov ex Grubov    Novosti Sist. Vyss. Rast. 9: 296    1972
- Ajania adenantha     (Diels) Ling & Shih    Bull. Bot. Lab. N.-E. Forest. Inst., Harbin 6: 13    1980
- Ajania alabasia H.C.Fu    Fl. Intramongol. 6: 325, pl. 34    1982
- Ajania amphiseriacea     (Hand.-Mazz.) C.Shih
- Ajania pacifica     (Nakai) K.Bremer & Humphries - Crisantemo del Pacífico